# Avasi templom
Az avasi gótikus református templom Miskolc belvárosának legrégebbi épülete. Eredetileg katolikus templom volt, melyet Szent István tiszteletére szenteltek fel; a 16. század óta református. A templom, a harangtorony és a Herman Ottó Múzeum Papszeri kiállítási épülete a város egyik legszebb műemlékegyüttese, amely az Erzsébet térről, az egykori Rákóczi-hídtól, a Szent István térről is jól látható. A templom, a harangtorony és a temető is szerepel a műemlékjegyzékben. Címe: Papszer 14.

## Története
Az eredetileg római katolikus templomot a 13. században kezdték el építeni román stílusban. Ekkor még kicsi, egyhajós templom volt, amely alig volt elegendő a lakosság vallási életét kielégíteni. Majd I. (Nagy) Lajos idején bővült a templom nyugati irányban. Később, amikor már ez is kevésnek bizonyult, háromhajós késő gótikus stílusú csarnoktemplommá építették át, az északi falon 1926-ban megtalált latin nyelvű szövegtöredék szerint 1489-ben. A hajóval azonos szélességű körüljárós szentélyt építettek hozzá, támpillérekkel, változatos mérművű ablakokkal. 1544-ben a törökök felgyújtották a templomot, beomlasztva a gótikus bordás boltozatokat, a tetőt és ledöntve a tornyot (az épület egykor legszebb részét). Ezután a templom több mint két évtizedig tető nélkül maradt, kitéve minden időjárási viszontagságnak. Emiatt nem gyönyörködhetünk a templom egykori freskóiban, és a freskók töredékei is le vannak meszelve. A templomot 1563-tól 1569-ig a református szertartásoknak megfelelően építették át. A korábbi pilléreket a ma is látható négyzetes alaprajzúvá alakították át (ebben valószínűleg megtalálhatóak az eredeti pillérek magjai), a közéjük boltozott félköríves árkádsor felé, az egykori boltozatok helyére sík famennyezet került (a mai mennyezet a 18. századból való), és a tornyot sem az eredetivel megegyező helyen, hanem templomtól különálló harangtoronyként építették fel. A déli oldalon a barokk ravatalozót 1760-ban, az északin pedig neogót cintermet 1896-ban építették. Ebben az évben épült az orgonakórus is, amelyet Sztehlo Ottó tervezett, és amin a neogót stílusú orgona látható.
A templom zsindelyfedésének felújítási évszámait a tető szentély feletti részen helyezték el az idők során (1666, 1696, 1734, 1768, 1796, 1839, 1868, 1923, 1980).
Érdekessége még a templomnak, hogy 13 gótikus ablakának ablakkeretei más és más formájú rácsozatot alkotnak, csak bordaprofiljaik azonosak. Ezeken kívül a templomot még két rózsaablak is díszíti, az egyik az északi, a másik a nyugati homlokzaton. A déli hajófalban öt, a szentélyrészen is öt, az északi hajófalban kettő, a nyugati homlokzaton egy nagyméretű mérműves ablak található. A templom tengelyében helyezték el a reneszánsz stílusú királyi stallumot, ami eredetileg feltehetően a diósgyőri várkápolnában volt.
Az 1941. évi belső felújítása során a templomban ásatásokat is végeztek. Ekkor bizonyosodott be, hogy a robusztus pillérek között összefüggő faltestek vannak, és ekkor került elő az egykoron az északi sekrestye bejárata és a mellette lévő szentségtartó. A sekrestye alapfalainak elhelyezkedését eddig nem kutatták fel. A templom legutóbbi restaurálását 1982-ben fejezték be.
A templom körül található a város legrégebbi temetője. A templom alatti északi oldalban helyezkedik el a Borsodi Bükk Egylet alapítójának tiszteletére emelt Kühne Adolf emlékpad.

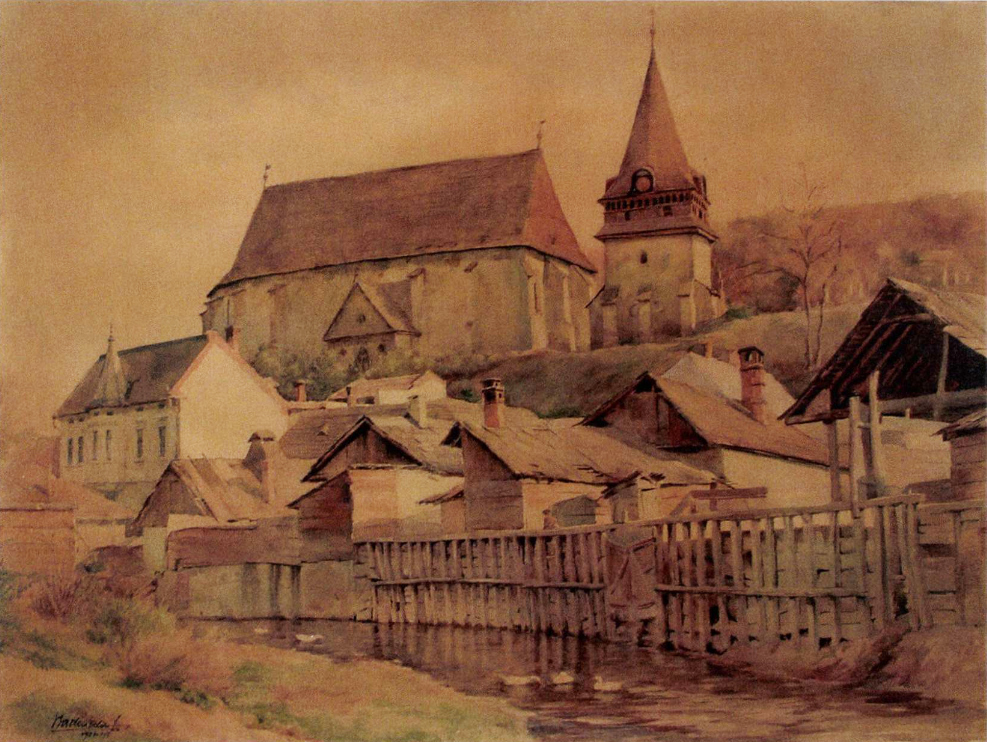
Bartus Ödön akvarellfestménye 1920-ból
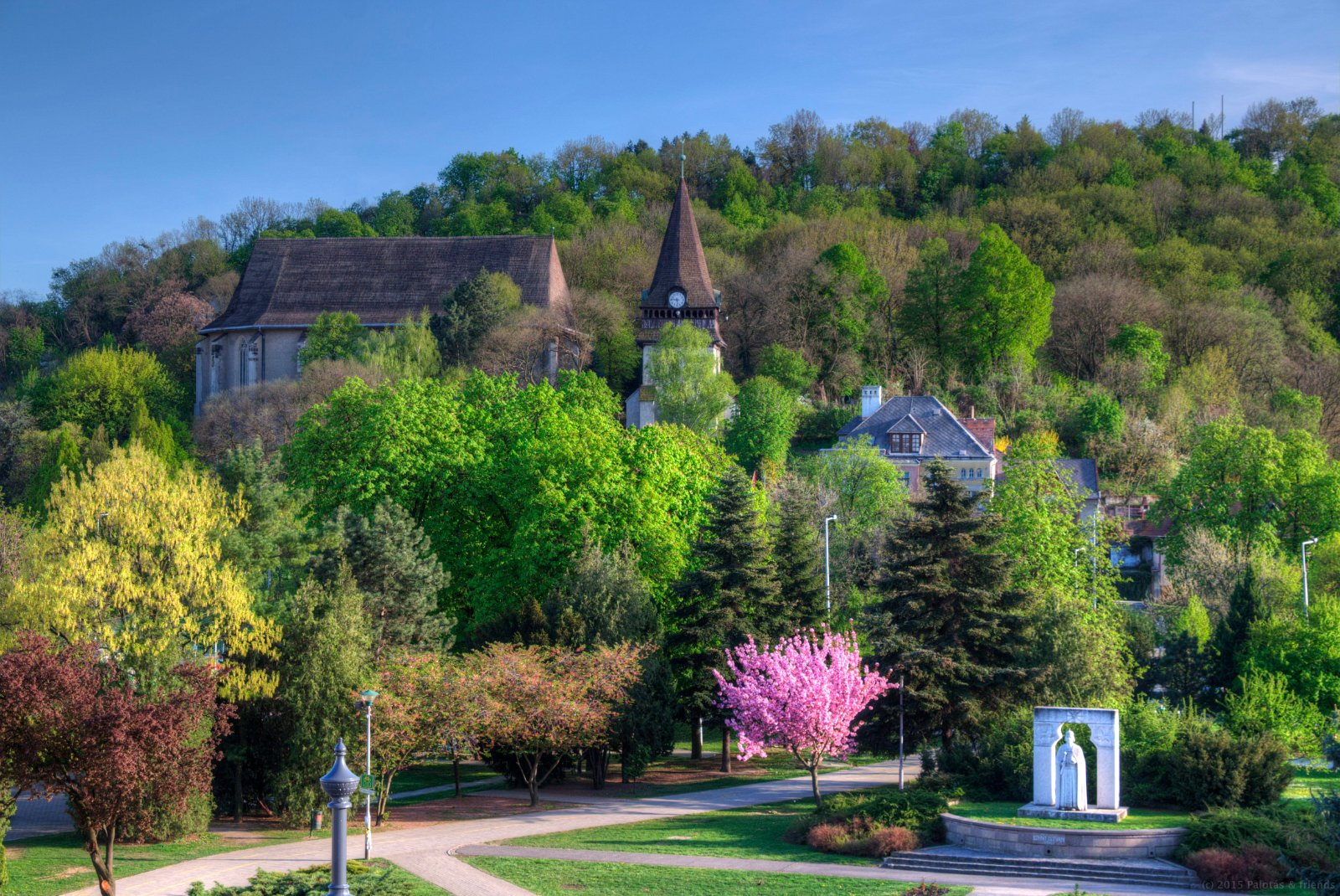
A templom a Szent István térről
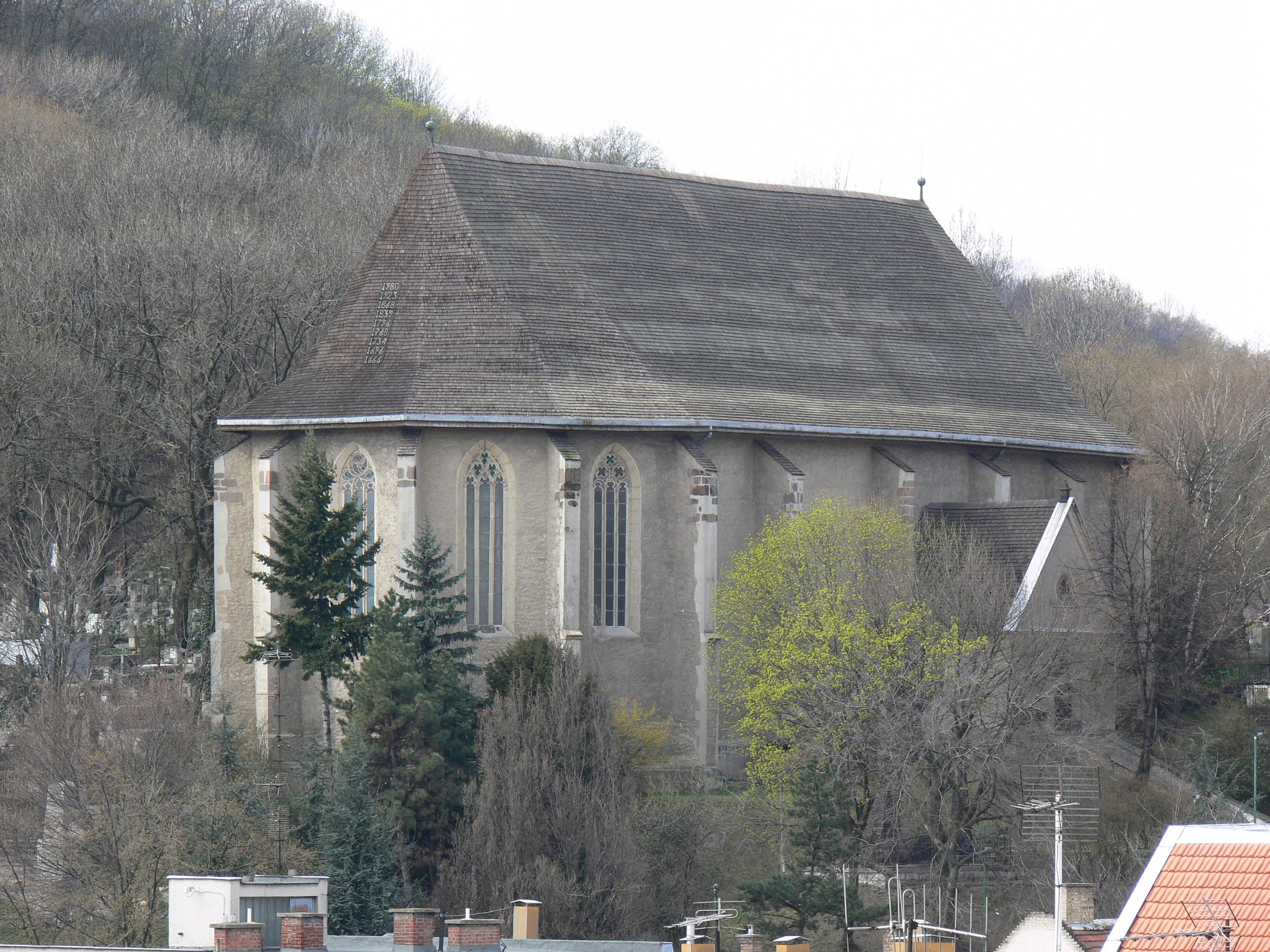
A templom épülete kelet felől
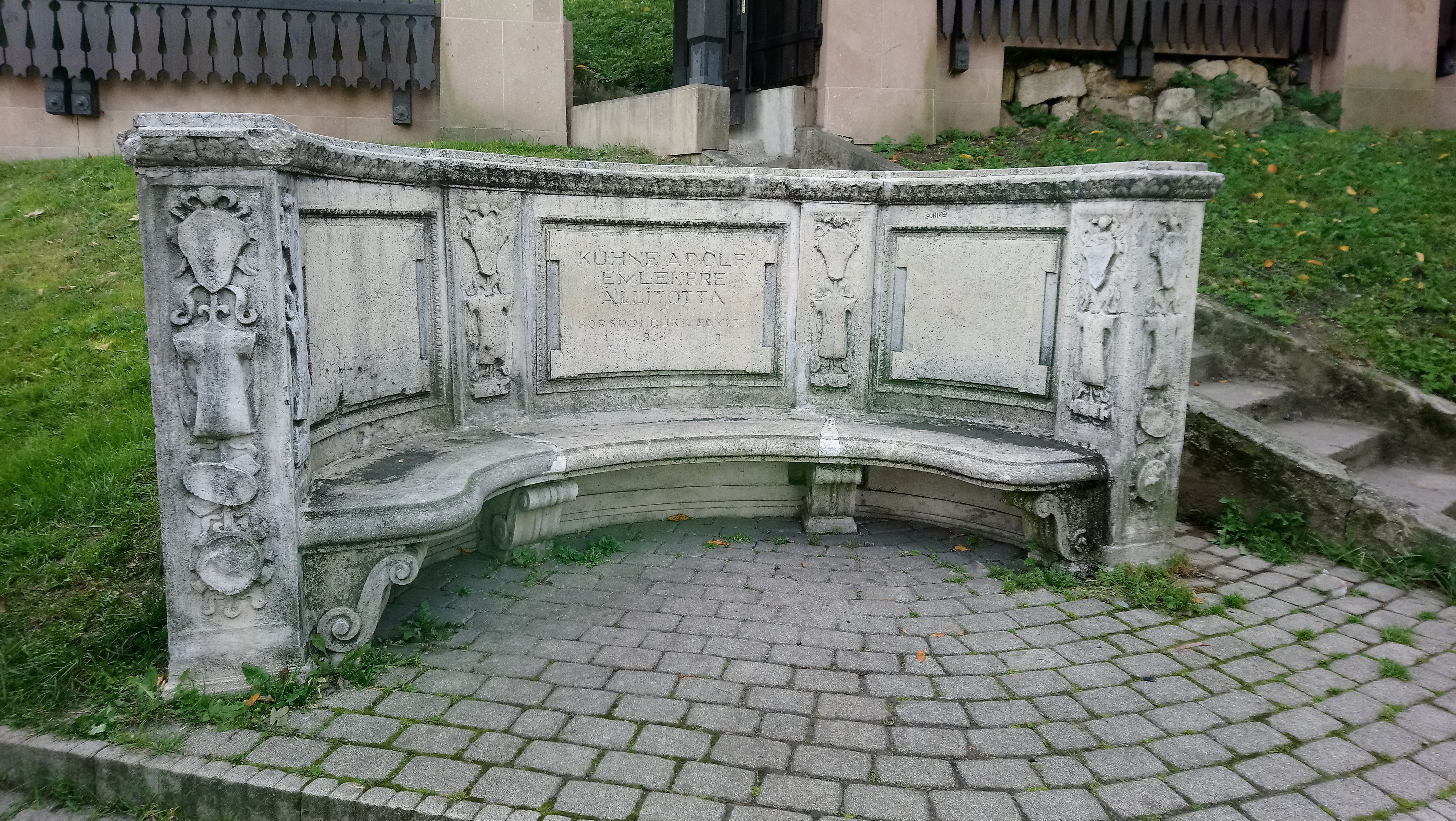
A Kühne Adolf emlékpad a templom alatti lejtőn

## A templom orgonái
A templom orgonáját Angster József építette 1895-ben (ez volt a cég 240. orgonája). A nyugati oldali karzaton álló neogótikus orgona özv. Kaszás Jánosné adományából épült. A kétmanuálos hangversenyorgona mechanikus csuszkaládás rendszerű. A legnagyobb síp hossza öt és fél méter, a legkisebbé pedig 6 milliméter. A fasípok száma 170, a fémeké 3010 darab. Az időközben elhasználódott hangszert 1971-ben korszerűsítették, ekkor az orgona szembenülést biztosító új játékasztalt kapott, de a 2000-es évekre már így sem volt megfelelő. A – többek között – Lehotka Gábor által szorgalmazott újabb felújítás már nem lett volna járható út, ezért – a régit a helyén hagyva – új hangszert építettek, amit 2008. június 4-én adtak át. Így a templomnak két orgonája van, amelyek a templom keleti (szentély felőli) és nyugati felén helyezkednek el. A kiváló akusztikájú templomban gyakran adnak orgonahangversenyeket, például az 1965 óta megrendezett nyári Collegium Musicum sorozat keretében, vagy 2001 óta a Operafesztivál alkalmából.

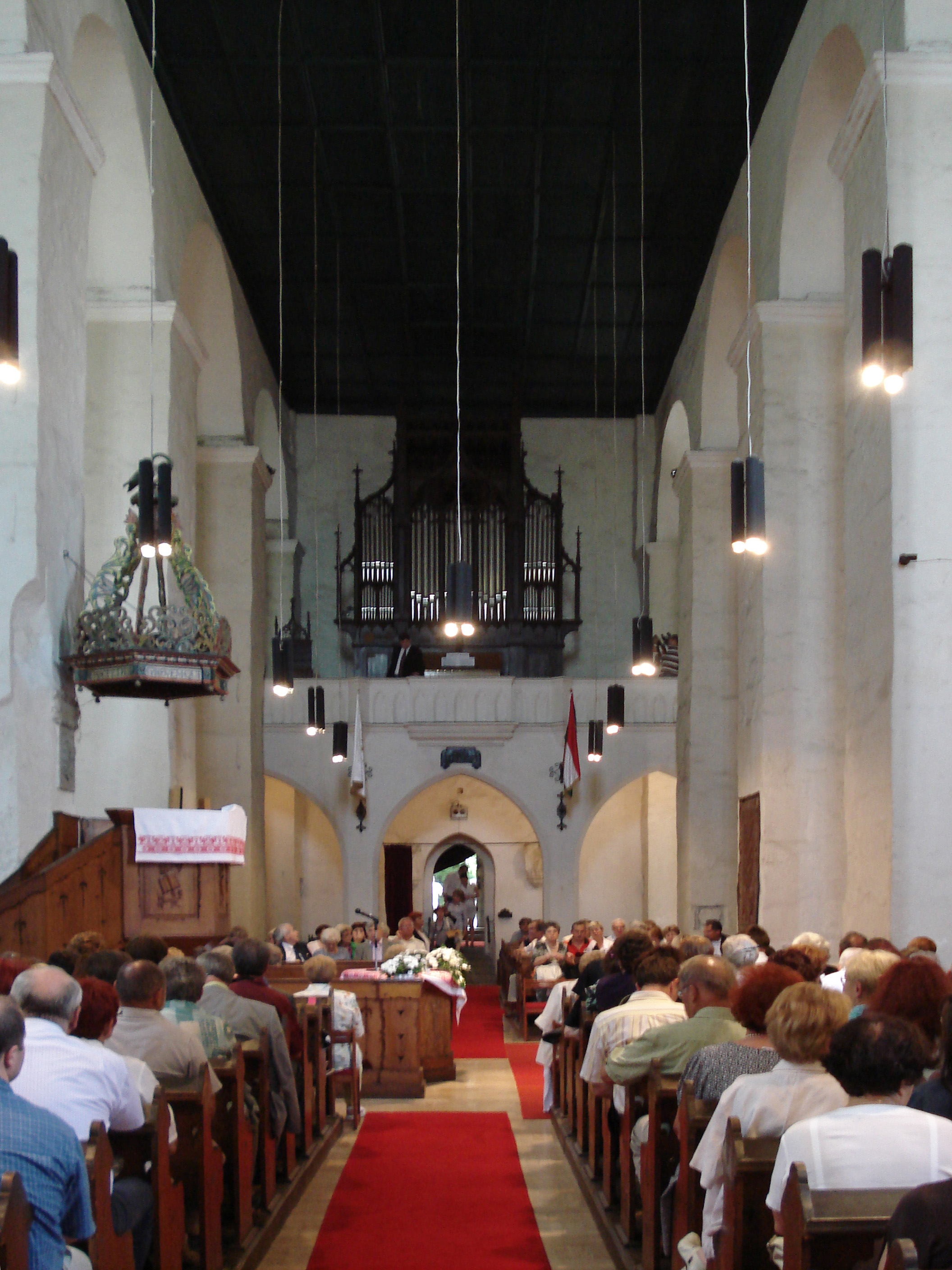
Az Angster-féle orgona
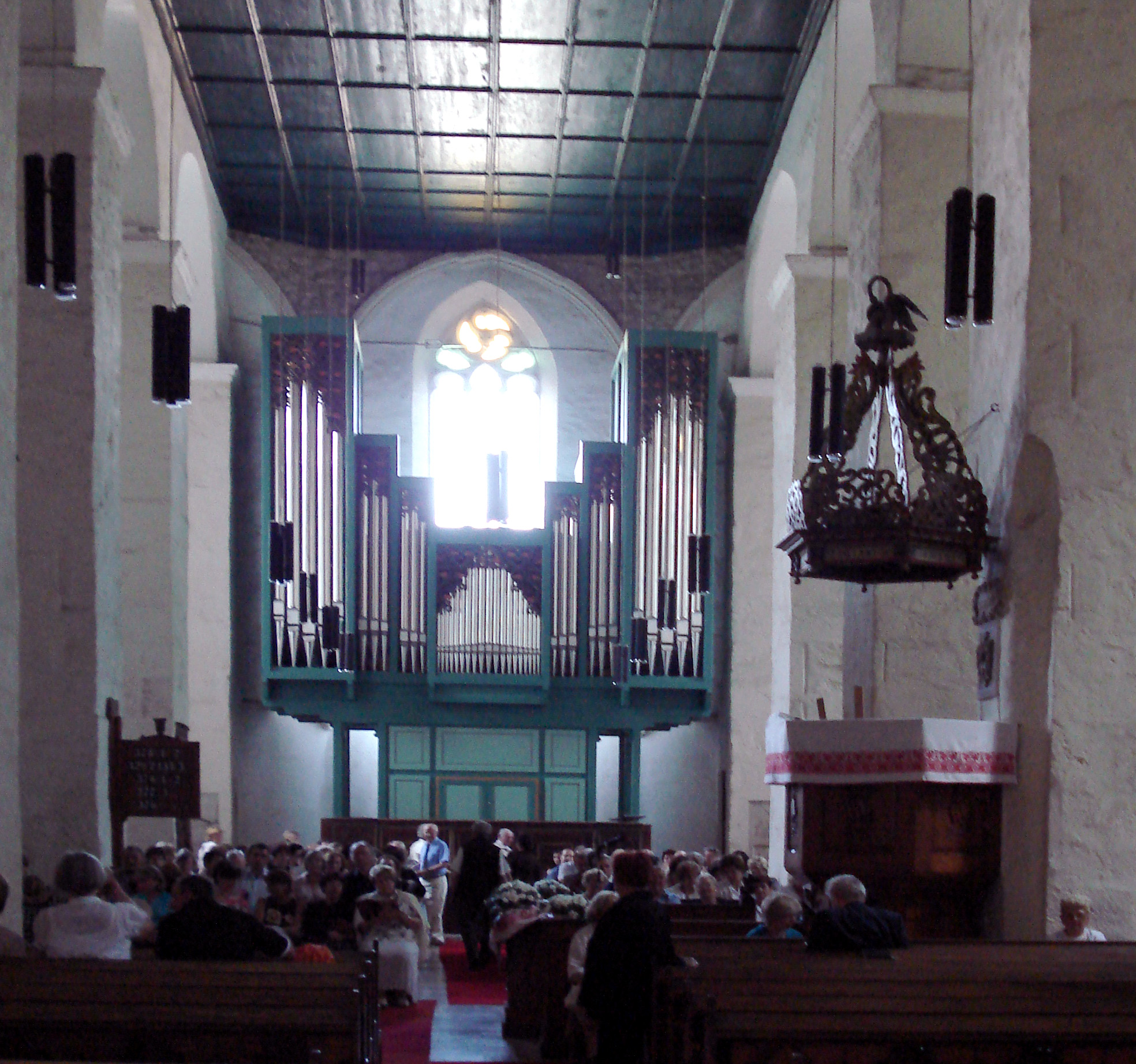
Az új orgona

## A templom emléktáblái
A templomban több emléktábla is helyet kapott, többek között Palóczy Lászlóé és Dévai Bíró Mátyásé is.

### Palóczy-emléktábla
Palóczy László emléktáblája a déli oldalhajóban, a falban található. A márványból készült táblát képviselőtársai helyezték el a templom falában 1864-ben. A tábla felül kimagasodó részén megjelenik a magyar kiscímer, amelyből ívesen lefelé balra tölgyfa, jobbra babérfüzér van. Az emléktábla jobb és bal oldalán egyaránt a füzérekből kiindulva oszlopon felkúszó borostyánlevelek vannak, majd a borostyánfüzér a tábla alján is folytatódik, ahol a Palóczy címerbe torkollik. A díszes táblán a következő olvasható:
PALÓCZY LÁSZLÓ
AZ 1848. ÉS 1861 KI ORSZÁGGYŰLÉS KÉPVISELŐHÁZA KORLENÖKÉNEK
EMLÉKÜL
Ki a képviselőház 1861 évi april hó 19 kelt határozata szerint:
„A HAZA HÁLÁJÁT KIÉRDEMELTE”
KÉPVISELŐTÁRSAI.

### Dévai Bíró Mátyás emléktáblája
Dévai Bíró Mátyás, az első magyar reformátor és egyben a templom első református lelkipásztorának emlékét a szószék feljáró pillérének keleti oldalán carrarai fehér márványból készült emléktábla őrzi. A táblán az alábbiak olvashatók:
DÉVAI BÍRÓ MÁTYÁS
ferences rendi szerzetes,
pozsonyi, bécsi, majd budai raboskodás,
többszöri külföldi útja után,
előbb a lutheri, majd a kálvini reformáció apostolaként
e szószékről hirdette Isten tiszta igéjét az Úr 1543. esztendejében.
Emléke legyen áldott!
1982. A templom felújításának évében.

### Az ellenreformáció emléke
A templom déli hajójában áll az a carrarai fehér márványból készült emléktábla, mely az ellenreformáció három miskolci református üldözöttjének állít emléket:
HARSÁNYI MÓRICZ ISTVÁN és KÖPECZI HALLER BALÁZS
gályarabságot,
KAPOSSY ISTVÁN
pozsonyi raboskodást szenvedett miskolci lelkipásztorok emlékének.
1982.
Hűségük világító szövétnek!

### Emléktábla a tornyon

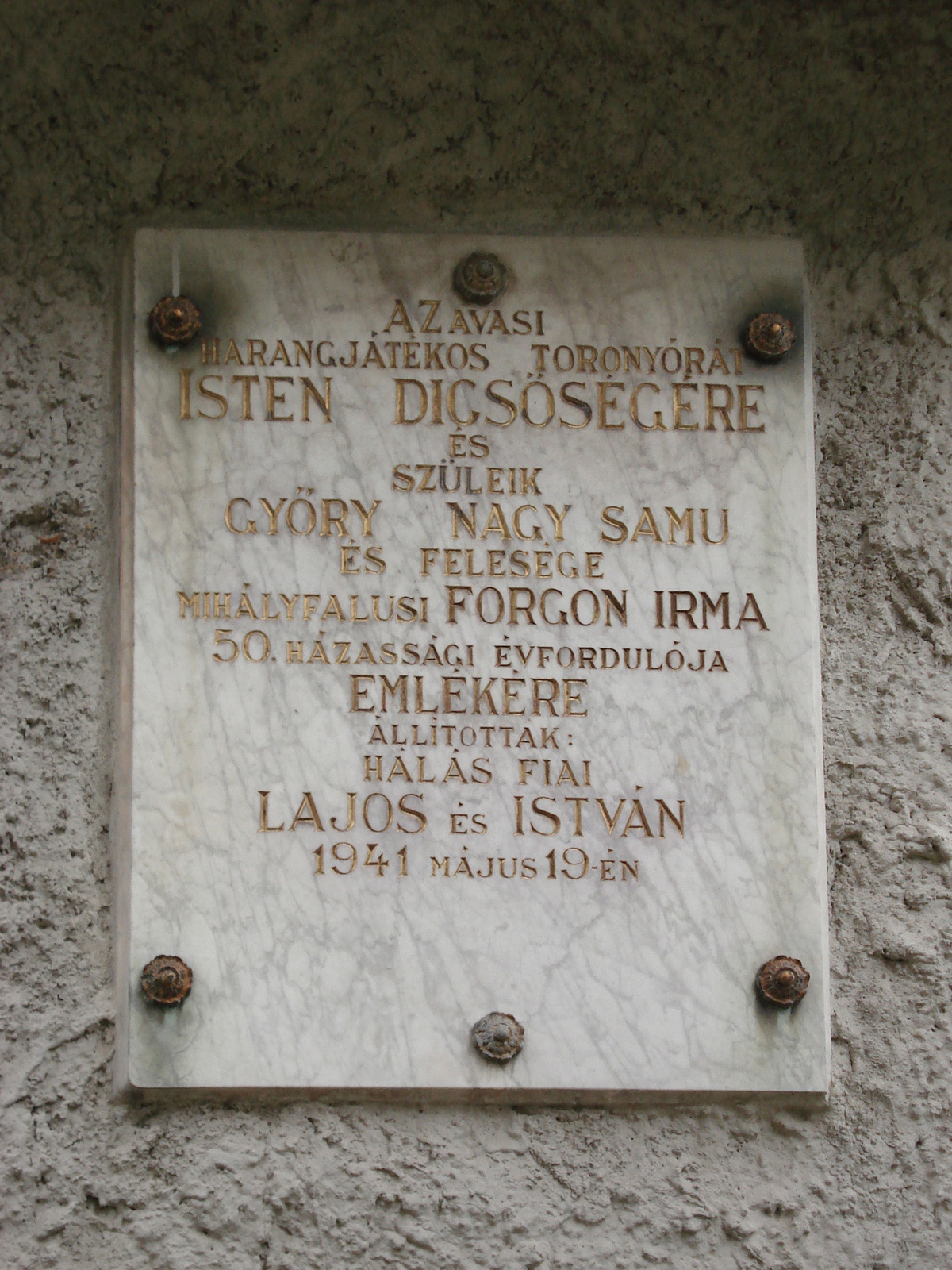
A harangtorony emléktáblája

A harangtorony keleti falának bal oldali pillérén található emléktábla a torony harangjátékos órájának adományozásáról emlékszik meg. A következő áll a táblán:
AZ AVASI
HARANGJÁTÉKOS TORONYÓRÁT
ISTEN DICSŐSÉGÉRE
ÉS
SZÜLEIK
GYŐRY NAGY SAMU
ÉS FELESÉGE
MIHÁLYFALUSI FORGON IRMA
50. HÁZASSÁGI ÉVFORDULÓJA
EMLÉKÉRE
ÁLLÍTOTTÁK
HÁLÁS FIAI
LAJOS ÉS ISTVÁN
1941. MÁJUS HÓ 19-ÉN.

## Harangtorony
A fagalériás harangtornyot az 1554-ben megsemmisült Szent Mihály temetőkápolna helyén,  1557-ben emelték. A bejárat feletti középkori emléktáblán az építés évszáma is meg van örökítve. A táblán a következő olvasható:
„IMPERANTE
DOMINO MAG. S
BAL. et. JUDICE
PAVLO GOMBOS
AEDILE
MATTHIEO
ZYGIARTO
ANNO D-ni
1557.”
(A torony épült nagyságos Balassa Zsigmond várúrsága, Gombos Pál bírósága és Szijgyártó Mátyás gondnoksága idején, az Úr 1557. évében.)
                  
(Az 1926. évi renováláskor tárták fel.)
A torony zömök megjelenésű, négyzetes alaprajzú, alagsora és földszintje dongaboltozatos. Az egyemeletes kőből készült épületen magas tetőszerkezet van bárdolt tölgyfából készült, hatszögű gúlasisakkal. Ezalatt a torony kis méretű árkádos, ezután a sátortető ismét folytatódik. A harangtorony déli oldalán fa toldaléképítmény áll, amelyen a bejárat nyílik. A keleti oldalán kettő, az északi és nyugati oldalán három támpillérrel látták el az épületet. A harangtorony a 17. és a 18. században tűzőrségi célokat is szolgált.

### Harangjáték
1680-ban került toronyóra a sisak három oldalára (mellette az évszám is látható). Az 1900-as években már volt harangjáték, de gyakran meghibásodott. A jelenlegi toronyóra és a harangjátékot játszó szerkezete dr. Győry Nagy Lajos miskolci ügyvéd és testvére, István kezdeményezésére és támogatásából Csury Ferenc szegedi mester munkája. Harangjátéka 1941. május 1. óta (1965-ben felújították) negyedóránként hallható, de a teljes dallamot csak egészkor játsszák le. A megszólaló melódia neve „Wittingtoni dallam”, ami népszerű a mechanikus zenélő órák között. A rezgő rudak keltette harangjátékot hangszórókkal erősítik fel, bár a város zaja miatt viszonylag kis területen hallható. Jellegzetes miskolci hangnak számít, a Miskolci Nemzeti Színházban is ezzel a hanggal jelzik a felvonások kezdetét. Érdekesség még, hogy a torony az építése óta nem égett le, ezért a meglévő faszerkezet kis kivétellel az eredeti.

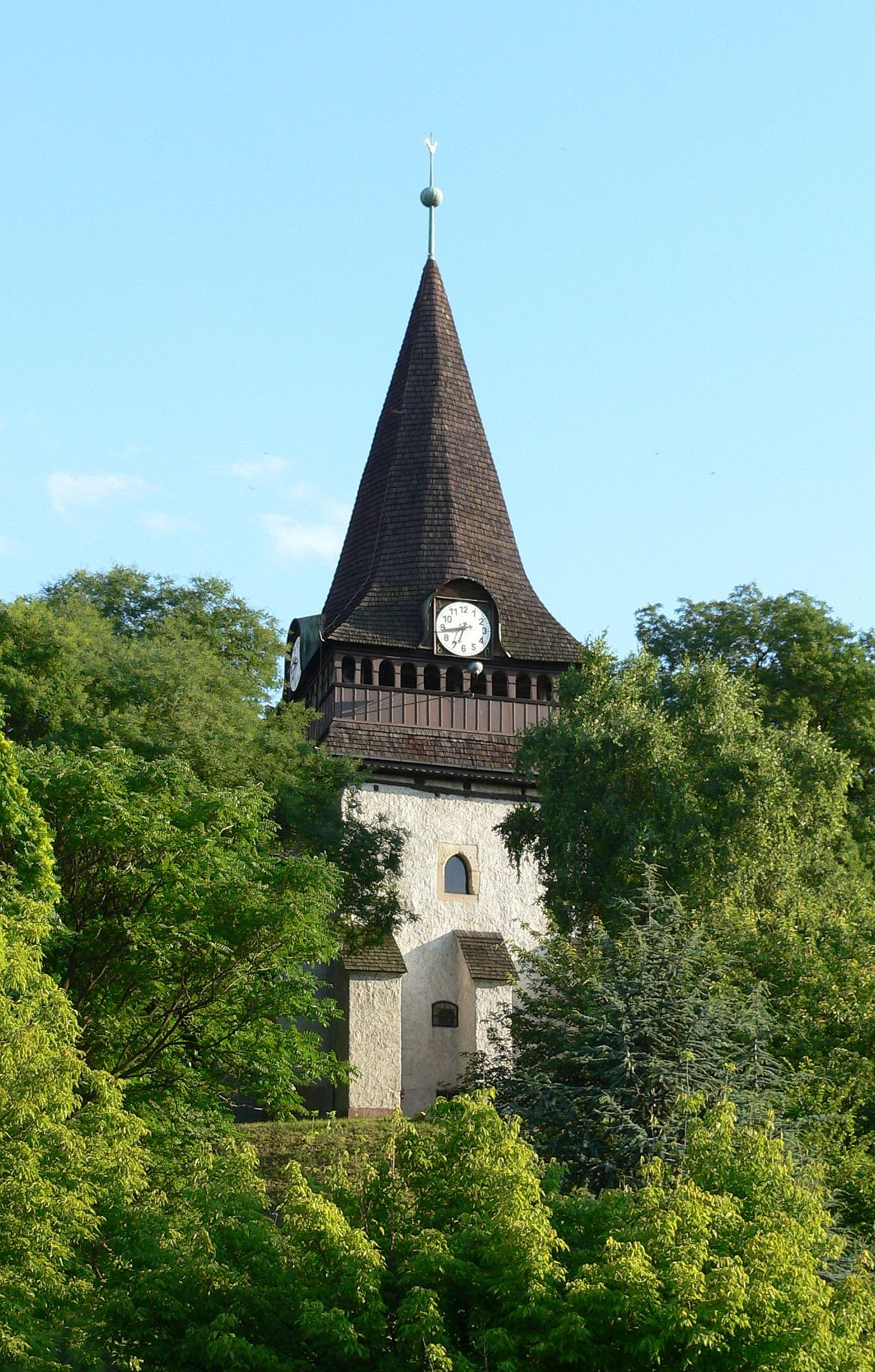
A harangtorony távolról
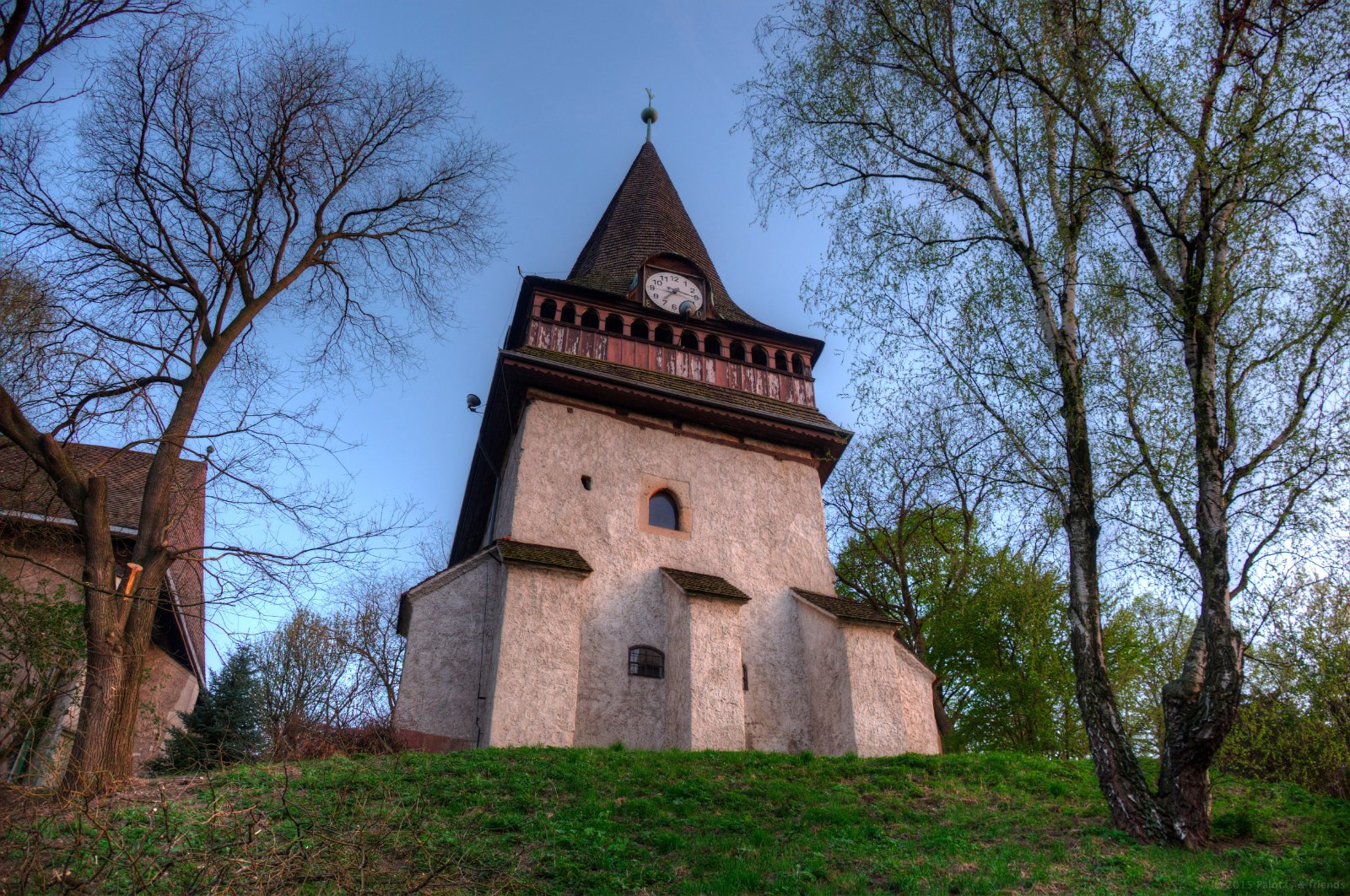
A harangtorony

## A temető
A templomot teljesen körülvevő, műemléki védettséget élvező, több mint 10 900 m² területen fekvő temető Miskolc 34 sírkertje közül a legrégebbi. A legkorábbi sírkövek a 17. és 18. századból valók, a többi az 1800-as évekből és a 20. századból való. A temetőben nyugszik többek között Szemere Bertalan, Palóczy László, Horváth Lajos, a Latabár család, valamint Tompa Mihály szülei, Adolf Joost (a miskolci cukrászipar megteremtője), Szatmáry József püspök, Bay István családjával és Schabinszky László, Munkácsy Mihály barátja és fényképésze. A temetőt több gyalogút osztja kisebb-nagyobb részekre.

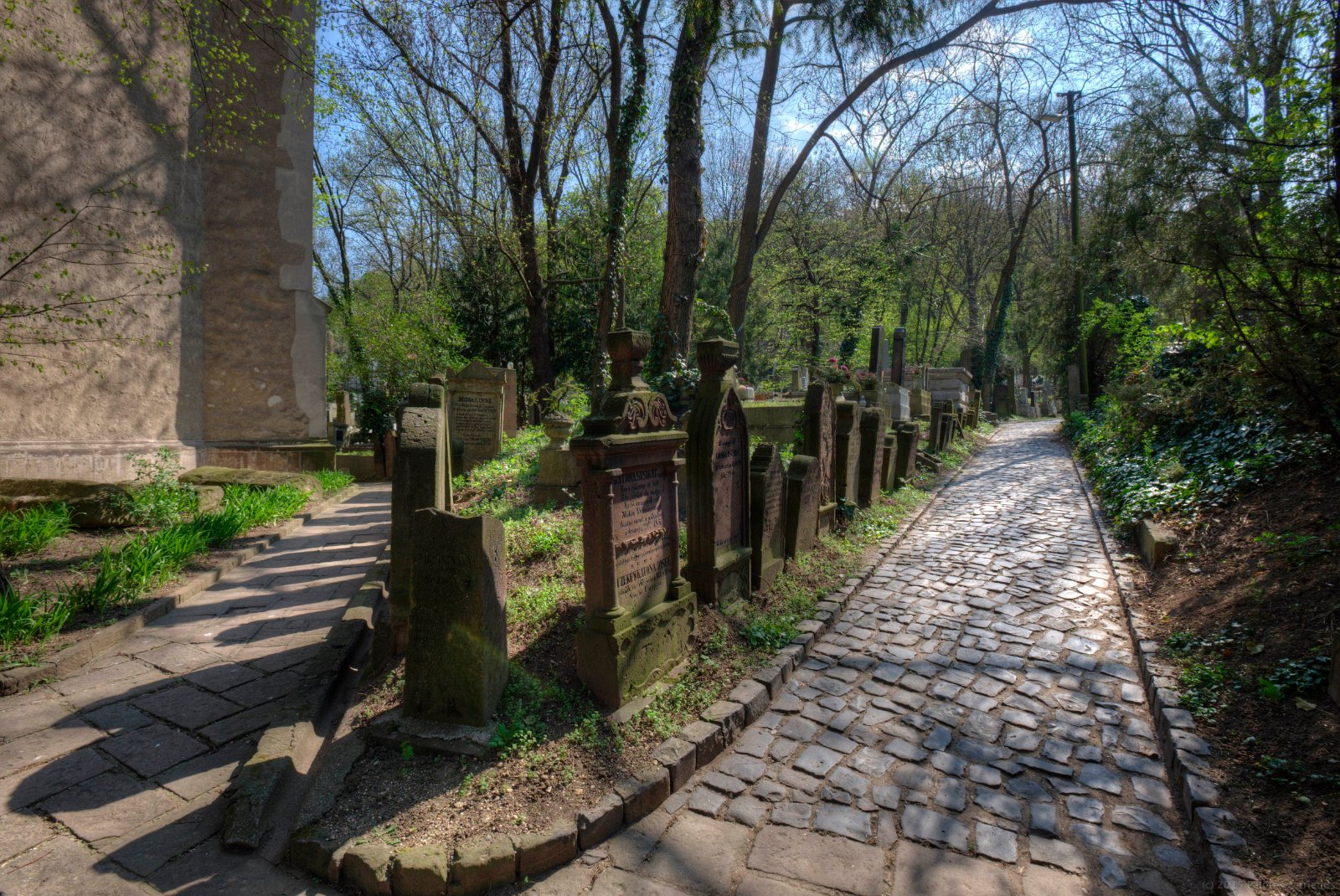
A temető műemléki része
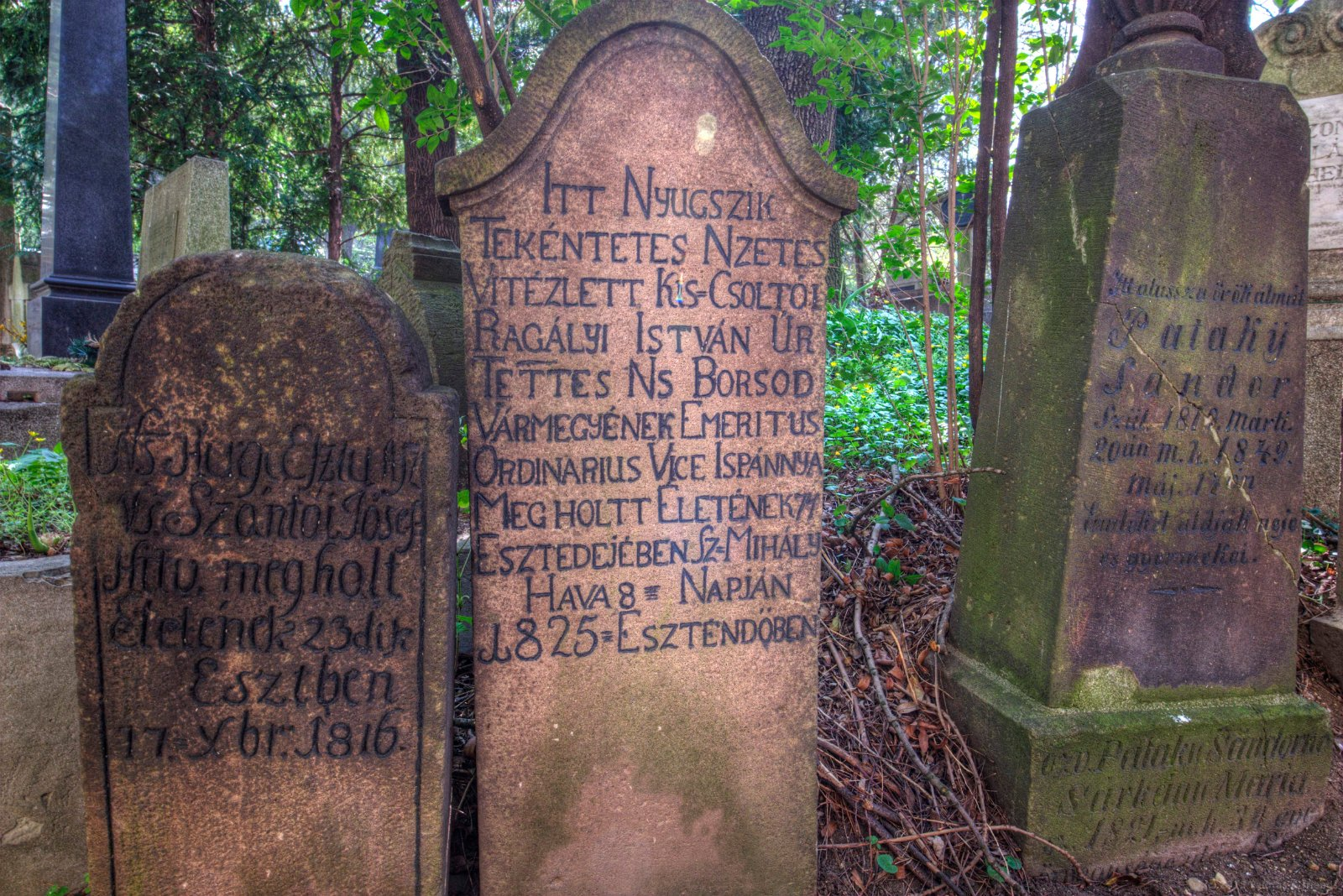
A temető régi sírkövei